# Narvikfjellene
Narvikfjellene (littéralement les « montagnes de Narvik ») est une région montagneuse située autour de Narvik, dans le comté de Nordland, en Norvège. Elle est définie par l'association norvégienne de randonnée comme étant toute la zone entre la ligne d'Ofot au nord et l'Hellmofjorden au sud. La zone culmine à une altitude de 1 894 m au Storsteinsfjellet.

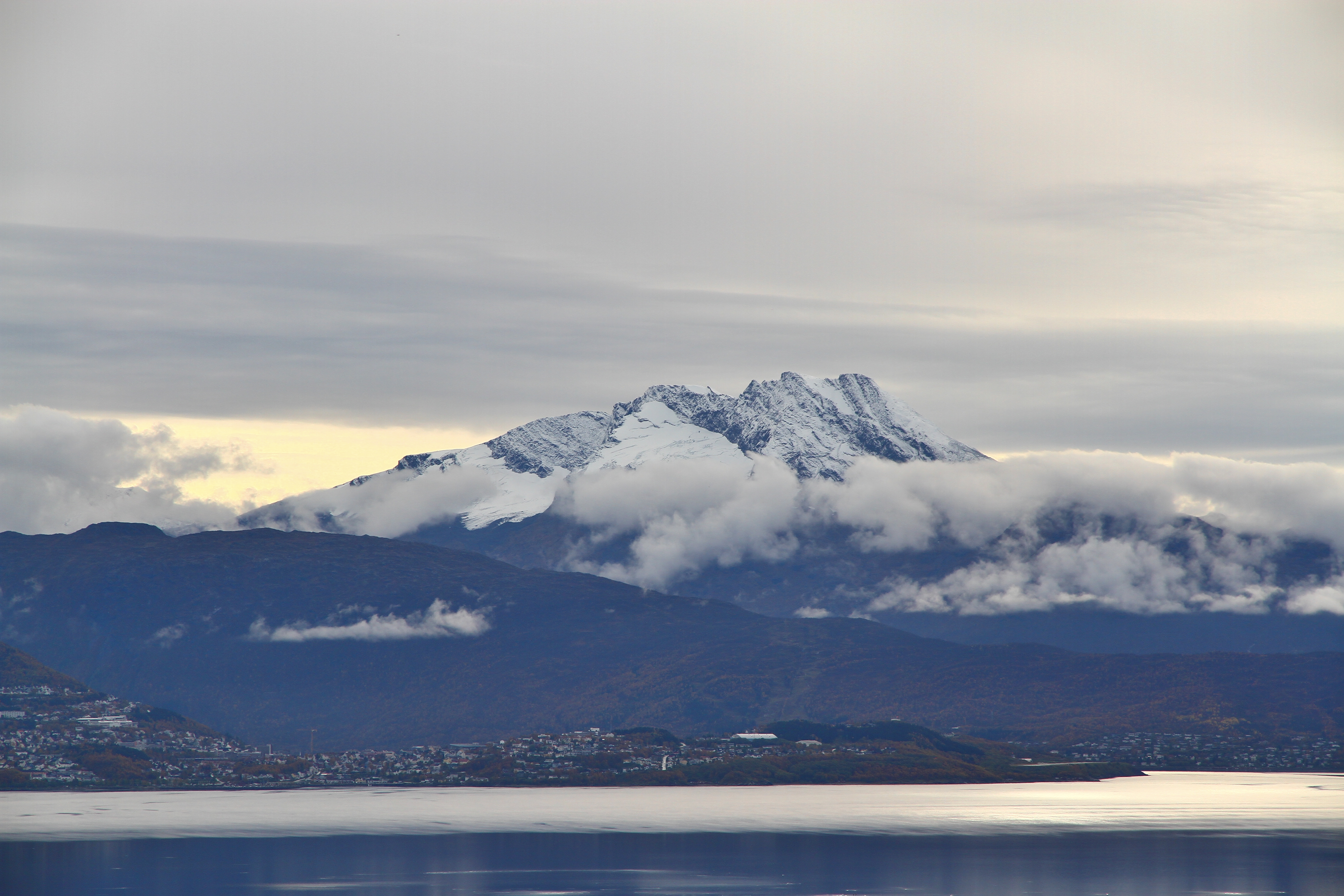
La montagne Skjomtind avec l'Ofotfjorden au premier plan